# Superliga de Grecia 2022-23
La temporada 2022-23 fue la edición número 86 de la Superliga de Grecia. La misma comenzó el 19 de agosto de 2022 y terminó el 14 de mayo de 2023. Olympiakos fue el campeón defensor del torneo.

## Ascensos y descensos
Apollon Smyrnis descendió tras quedar último en la temporada 2021-22. Levadiakos F. C. ascendió tras coronarse campeón de la Segunda División 2021-22.
| Pos. | Descendidos de la Superliga de Grecia 2021-22 |
| ---- | --------------------------------------------- |
| 14.º | Apollon Smyrnis                               |

| Pos. | Ascendido de la Segunda Superliga de Grecia 2021-22 |
| ---- | --------------------------------------------------- |
| 1.º  | Levadiakos F. C.                                    |

## Formato
Los 14 equipos participantes jugaron entre sí todos contra todos a dos ruedas, totalizando 26 partidos cada uno. Al término de la fecha 26, los seis primeros clasificados disputaron la Ronda campeonato, mientras que los ocho restantes pasaron a jugar la Ronda por la permanencia. Los puntos obtenidos hasta la última fecha de la fase regular fueron transferidos a la segunda fase, respectivamente a la zona en que se encontraba cada club.

## Información de los equipos
A continuación se muestra la lista de clubes que compiten en la Superliga 2022-23, con su respectiva ubicación y estadio.
| Equipo          | Ciudad    | Estadio                  | Capacidad |
| --------------- | --------- | ------------------------ | --------- |
| AEK Atenas      | Atenas    | Estadio Agia Sofía       | 31 100    |
| Levadiakos      | Lebadea   | Levadia                  | 5915      |
| Aris Salónica   | Salónica  | Kleanthis Vikelidis      | 22 800    |
| Asteras Trípoli | Trípoli   | Theodoros Kolokotronis   | 7442      |
| Atromitos       | Peristeri | Peristeri                | 9050      |
| Lamia           | Lamía     | Municipal de Lamia       | 5500      |
| Ionikos         | El Pireo  | Neapoli                  | 6000      |
| OFI             | Heraclión | Theodoros Vardinogiannis | 9088      |
| Olympiakos      | El Pireo  | Georgios Karaiskakis     | 32 115    |
| Panathinaikos   | Atenas    | Apostolos Nikolaidis     | 16 620    |
| Panetolikos     | Agrinio   | Panetolikos              | 7321      |
| PAOK Salónica   | Salónica  | La Tumba                 | 28 703    |
| PAS Giannina    | Ioánina   | Zosimades                | 7652      |
| Volos           | Volos     | Panthessaliko            | 22 700    |

## Temporada regular

### Clasificación
| Pos. | Equipo          | Pts. | PJ | G  | E  | P  | GF | GC | Dif. | Clasificación 2022-23 |
| ---- | --------------- | ---- | -- | -- | -- | -- | -- | -- | ---- | --------------------- |
| 1    | Panathinaikos   | 61   | 26 | 19 | 4  | 3  | 38 | 12 | +26  | Grupo Campeonato      |
| 2    | AEK Atenas      | 59   | 26 | 19 | 2  | 5  | 51 | 14 | +37  | Grupo Campeonato      |
| 3    | Olympiakos      | 56   | 26 | 16 | 8  | 2  | 53 | 14 | +39  | Grupo Campeonato      |
| 4    | PAOK            | 54   | 26 | 15 | 9  | 2  | 43 | 15 | +28  | Grupo Campeonato      |
| 5    | Aris Salónica   | 40   | 26 | 12 | 4  | 10 | 38 | 24 | +14  | Grupo Campeonato      |
| 6    | Volos           | 39   | 26 | 11 | 6  | 9  | 31 | 38 | −7   | Grupo Campeonato      |
| 7    | Panetolikos     | 29   | 26 | 7  | 8  | 11 | 26 | 38 | −12  | Grupo Descenso        |
| 8    | Atromitos       | 29   | 26 | 7  | 8  | 11 | 25 | 29 | −4   | Grupo Descenso        |
| 9    | OFI             | 26   | 26 | 6  | 8  | 12 | 23 | 34 | −11  | Grupo Descenso        |
| 10   | Asteras Trípoli | 25   | 26 | 4  | 13 | 9  | 19 | 30 | −11  | Grupo Descenso        |
| 11   | PAS Giannina    | 23   | 26 | 4  | 11 | 11 | 24 | 41 | −17  | Grupo Descenso        |
| 12   | Ionikos         | 18   | 26 | 4  | 6  | 16 | 16 | 42 | −26  | Grupo Descenso        |
| 13   | Lamia           | 17   | 26 | 2  | 11 | 13 | 13 | 45 | −32  | Grupo Descenso        |
| 14   | Levadiakos      | 17   | 26 | 3  | 8  | 15 | 14 | 38 | −24  | Grupo Descenso        |

 Fuente: Soccerway
Notas:
1. 1 2  Puntos en partidos directos: Panetolikos 4, Atromitos 1.
2. 1 2  Puntos en partidos directos: Lamia 4, Levadiakos 1.

### Resultados
| Local \ Visitante | AEK | LEV | ARS | AST | ATR | ION | LAM | OFI | OLY | PNA | PNE | PAK | PAS | VOL |
| ----------------- | --- | --- | --- | --- | --- | --- | --- | --- | --- | --- | --- | --- | --- | --- |
| AEK Atenas        |     | 3–0 | 3–0 | 2–0 | 1–0 | 4–1 | 3–0 | 3–0 | 1–3 | 1–0 | 4–1 | 2–0 | 2–0 | 0–1 |
| Levadiakos        | 0–2 |     | 1–1 | 1–1 | 2–1 | 1–0 | 0–0 | 2–0 | 0–1 | 0–1 | 0–0 | 1–1 | 1–3 | 0–3 |
| Aris Salónica     | 0–2 | 3–0 |     | 3–0 | 2–1 | 2–1 | 5–0 | 1–1 | 2–1 | 1–2 | 1–0 | 0–0 | 3–1 | 3–0 |
| Asteras Trípoli   | 1–1 | 0–0 | 0–2 |     | 1–1 | 1–0 | 3–0 | 2–0 | 0–0 | 1–0 | 0–0 | 2–2 | 1–1 | 0–0 |
| Atromitos         | 0–1 | 1–0 | 0–0 | 2–0 |     | 2–0 | 0–0 | 3–1 | 1–1 | 0–2 | 1–1 | 1–1 | 2–1 | 0–2 |
| Ionikos           | 1–2 | 0–0 | 1–0 | 1–0 | 1–4 |     | 1–1 | 0–2 | 0–2 | 1–1 | 1–1 | 0–3 | 2–2 | 0–1 |
| Lamia             | 0–3 | 1–0 | 2–1 | 0–0 | 1–1 | 0–2 |     | 1–4 | 0–3 | 0–2 | 1–3 | 0–3 | 1–1 | 2–2 |
| OFI               | 0–3 | 2–1 | 0–3 | 1–0 | 0–1 | 0–2 | 0–0 |     | 1–2 | 0–2 | 1–2 | 1–1 | 0–0 | 0–0 |
| Olympiakos        | 0–0 | 6–0 | 1–0 | 5–0 | 2–0 | 3–1 | 2–0 | 2–1 |     | 0–0 | 6–1 | 1–2 | 2–0 | 1–1 |
| Panathinaikos     | 2–1 | 1–0 | 1–0 | 1–0 | 2–0 | 1–0 | 2–0 | 1–1 | 1–1 |     | 2–0 | 0–3 | 3–0 | 2–0 |
| Panetolikos       | 0–2 | 0–0 | 3–1 | 0–0 | 2–0 | 1–0 | 1–1 | 0–4 | 0–2 | 0–1 |     | 0–2 | 1–1 | 2–3 |
| PAOK              | 2–0 | 3–2 | 1–0 | 2–2 | 2–1 | 6–0 | 1–0 | 0–0 | 0–0 | 1–2 | 1–0 |     | 2–0 | 3–0 |
| PAS Giannina      | 2–1 | 2–1 | 0–4 | 2–1 | 1–1 | 0–0 | 1–1 | 2–2 | 2–2 | 0–1 | 1–4 | 0–0 |     | 0–1 |
| Volos             | 0–4 | 2–1 | 2–0 | 3–3 | 2–1 | 2–0 | 1–1 | 0–1 | 0–4 | 1–5 | 2–3 | 0–1 | 2–1 |     |

## Grupo Campeonato

### Clasificación
| Pos. | Equipo         | Pts. | PJ | G  | E  | P  | GF | GC | Dif. | Clasificación 2023-24                       |
| ---- | -------------- | ---- | -- | -- | -- | -- | -- | -- | ---- | ------------------------------------------- |
| 1    | AEK Atenas (C) | 83   | 36 | 26 | 5  | 5  | 69 | 17 | +52  | Tercera ronda de la Liga de Campeones       |
| 2    | Panathinaikos  | 78   | 36 | 23 | 9  | 4  | 46 | 15 | +31  | Segunda ronda de la Liga de Campeones       |
| 3    | Olympiakos     | 73   | 36 | 21 | 10 | 5  | 70 | 24 | +46  | Tercera ronda de la Liga Europa             |
| 4    | PAOK           | 67   | 36 | 19 | 10 | 7  | 56 | 31 | +25  | Segunda ronda de la Liga Europa Conferencia |
| 5    | Aris Salónica  | 51   | 36 | 15 | 6  | 15 | 55 | 41 | +14  | Segunda ronda de la Liga Europa Conferencia |
| 6    | Volos          | 40   | 36 | 11 | 7  | 18 | 35 | 66 | −31  |                                             |

 Fuente: Soccerway
Notas:
1. ↑  Dado que el campeón de la Copa de Grecia 2022-23 (AEK Atenas) clasificó a la Liga de Campeones, el cupo que otorgó dicho torneo en la Liga Europa fue cedido al tercer lugar del Grupo Campeonato.

### Resultados
| Local \ Visitante | AEK | ARS | OLY | PNA | PAK | VOL |
| ----------------- | --- | --- | --- | --- | --- | --- |
| AEK Atenas        |     | 3–1 | 0–0 | 0–0 | 4–0 | 4–0 |
| Aris Salónica     | 1–2 |     | 2–1 | 0–1 | 1–2 | 4–2 |
| Olympiakos        | 1–3 | 2–2 |     | 1–0 | 3–1 | 5–0 |
| Panathinaikos     | 0–0 | 1–1 | 2–0 |     | 1–1 | 0–0 |
| PAOK              | 0–1 | 3–2 | 0–1 | 1–2 |     | 4–2 |
| Volos             | 0–1 | 0–3 | 0–3 | 0–2 | 0–2 |     |

## Grupo Descenso

### Clasificación
| Pos. | Equipo          | Pts. | PJ | G  | E  | P  | GF | GC | Dif. | Clasificación 2023-24 |
| ---- | --------------- | ---- | -- | -- | -- | -- | -- | -- | ---- | --------------------- |
| 1    | OFI             | 41   | 33 | 10 | 11 | 12 | 37 | 41 | −4   |                       |
| 2    | Atromitos       | 38   | 33 | 9  | 11 | 13 | 34 | 36 | −2   |                       |
| 3    | PAS Giannina    | 34   | 33 | 7  | 13 | 13 | 33 | 50 | −17  |                       |
| 4    | Asteras Trípoli | 31   | 33 | 5  | 16 | 12 | 23 | 36 | −13  |                       |
| 5    | Panetolikos     | 30   | 33 | 7  | 9  | 17 | 32 | 53 | −21  |                       |
| 6    | Lamia           | 29   | 33 | 5  | 14 | 14 | 23 | 53 | −30  |                       |
| 7    | Ionikos (D)     | 27   | 33 | 6  | 9  | 18 | 24 | 51 | −27  | Descenso de categoría |
| 8    | Levadiakos (D)  | 26   | 33 | 4  | 14 | 15 | 25 | 48 | −23  | Descenso de categoría |

 Fuente: Soccerway

### Resultados
| Local \ Visitante | LEV | AST | ATR | ION | LAM | OFI | PNE | PAS |
| ----------------- | --- | --- | --- | --- | --- | --- | --- | --- |
| Levadiakos        |     |     | 1–1 | 2–2 |     |     |     | 3–3 |
| Asteras Trípoli   | 0–1 |     | 1–1 |     | 0–0 |     | 2–1 |     |
| Atromitos         |     |     |     | 2–0 |     | 2–3 | 2–0 | 1–1 |
| Ionikos           |     | 1–0 |     |     | 2–2 |     |     | 0–1 |
| Lamia             | 1–1 |     | 1–0 |     |     |     |     | 2–0 |
| OFI               | 1–1 | 1–1 |     | 2–2 | 4–1 |     |     |     |
| Panetolikos       | 2–2 |     |     | 0–1 | 1–3 | 0–2 |     |     |
| PAS Giannina      |     | 1–0 |     |     |     | 0–1 | 3–2 |     |

## Máximos goleadores
| Pos. | Jugador             | Club          | Goles |
| ---- | ------------------- | ------------- | ----- |
| 1    | Cédric Bakambu      | Olympiacos    | 18    |
| 2    | Levi García         | AEK Atenas    | 14    |
| 3    | Nikos Karelis       | Panetolikos   | 13    |
| 4    | Andraž Šporar       | Panathinaikos | 11    |
| 4    | Luis Palma          | Aris Salónica | 11    |
| 6    | Rodrigo Erramuspe   | PAS Giannina  | 9     |
| 6    | Orbelín Pineda      | AEK Atenas    | 9     |
| 6    | Mijat Gaćinović     | AEK Atenas    | 9     |
| 6    | Pep Biel            | Olympiacos    | 9     |
| 10   | Aitor Cantalapiedra | Panathinaikos | 8     |
| 10   | Nordin Amrabat      | AEK Atenas    | 8     |
| 10   | Steven Zuber        | AEK Atenas    | 8     |
| 10   | Andre Gray          | Aris Salónica | 8     |
| 10   | Jon Toral           | OFI Creta     | 8     |